# Raïymbek Matraimov
Raïymbek Ysmaïylovitch Matraimov, ou Raïymbek Ysmaïlovitch Ysmaïylov, (russe : Райымбек Ысмайылович Матраимов, né le 3 mai 1971 à Agartuu dans la RSS kirghize en Union Soviétique) est un homme politique, gestionnaire, homme d'affaires et philanthrope kirghiz. Il est vice-président des Services nationaux frontaliers du Kirghizistan entre août 2015 en novembre 2017. Bien qu'il n'ait pas occupé de poste d'envergure, il est considéré comme un « faiseur de rois » dans la politique kirghiz. Grâce à son influence politique, il amasse une fortune grâce au crime organisé pour lui et sa famille. Le scandale qui en découle est l'un des plus grands de l'époque kirghize moderne.

## Biographie

### Enfance
Fils d'un fermier, Raïymbek Matraimov nait en mai 1971 dans le village d'Agartuu, situé dans le district de Kara-Suu, près d'Och. La région fait alors partie de la République socialiste soviétique kirghize, et donc de l'Union Soviétique, jusqu'en 1991 lorsque le Kirghizistan déclare son indépendance. Dès un très jeune âge, il se fait remarquer dans son village local comme quelqu'un d'habile à cultiver de l'influence.

### Début de carrière
En 1997, Matraimov rentre aux services frontaliers comme inspecteur.

### Haut fonctionnaire
Lors de son passage dans les hautes sphère du pouvoir kirghiz, Matraimov devient rapidement un « faiseur de rois ». Son influence dans la politique prend origine dans la fortune qu'il amasse alors qu'il est haut gradé aux services frontaliers. À ce poste, il « prend secrètement contrôle des centre de douanes privée et des routes commerciales [pour] investir cette fortune dans d'importantes campagnes électorales »,. Parmi ses élections se trouve l'élection présidentielle de 2017 où le président sortant, Almazbek Atambaev aurait demandé à Matraimov de financer la campagne de son successeur désigné, Sooronbay Jeenbekov. Cependant, les relations entre le président sortant et son successeur se corsent rapidement après l'élection de ce dernier.

### Renvoi

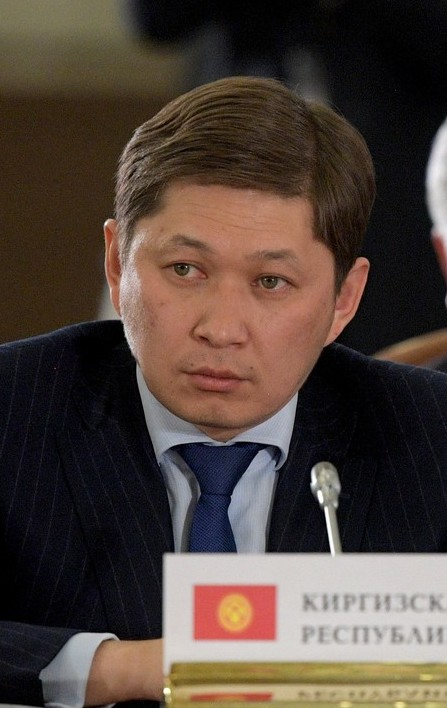
Sapar Isakov, le premier ministre ayant renvoyé Matraimov de son poste aux services frontaliers.

Lors de son dernier jour en fonction, le président Almazbek Atambaev demande à son premier ministre, Sapar Isakov, de renvoyer Matraimov, ce qu'il fait en vertu de la « loi Sur le service civil d'État et le service municipal ». Lorsqu'il est plus tard accusé de corruption, Isakov accuse le nouveau président, Sooronbay Jeenbekov, d'avoir orchestré le procès pour venger le renvoi de Matraimov.

### Scandale
En 2019, Aierken Saimaiti déclare avoir illicitement fait sortir sept cents millions de dollars du Kirghizistan pour le compte de la famille Matraimov et leurs partenaires d'affaire, la famille Abdukadyr. Saimati est assassiné le 10 novembre 2019 à Istanbul. Quelques jours plus tard, l'ancien consul-général du Kirghizistan à Istanbul Erkin Sopokov est arrêté en lien avec le meurtre à la suite de la révélation que Saimaiti conduisait une voiture enregistrée par Sokopov au moment de sa mort alors qu'il était recherché par les autorités kirghizes pour fraude.

#### Conséquences sur la politique kirghize
Lors des élections législatives de 2020, un parti dénommé Mekenim Kyrgyzstan arrive second. Ce parti est généralement considéré comme étant contrôlé par la famille Matraimov et l'un des frères de Raïymbek, Iskender, est candidat pour le parti. Le seul parti recevant plus de votes est Birimdik, un parti contrôlé par la famille Jeenbekov, proches alliés des Matraimov. Ces résultats causent une série de manifestations qui causent la fin de la présidence de Sooronbay Jeenbekov.

#### Procès et libération
Le 20 octobre 2020, Matraimov est arrêté et rapidement assigné à sa résidence. Ce geste est considéré comme une tentative par Sadyr Japarov de renforcer son pouvoir en arrêtant un allié de son prédécesseur.
Le 11 février 2021, le procès de Matraimov pour corruption prend fin à Bichkek. La juge Gulzat Dyikanbaeva le reconnait alors coupable et le condamne à une amende de 260 000 soms.
En février 2021, Matraimov est de nouveau arrêté, cette fois pour corruption et blanchiment d'argent. Après avoir passé plus d'un mois dans une clinique privée pour des problèmes de santé, les charges contre Matraimov sont abandonnées le 15 avril 2021. L'ambassade des États-Unis au Kirghizistan condamne officiellement cette décision le lendemain, précisant que les sanctions du département du Trésor contre Matraimov sont maintenues.

## Philanthropie
La famille Matraimov, avec Raïymbek en tête, dirige la fondation publique Ismail Matraimov ou fondation Ismail-Ata, nommée en l'honneur du patriarche de la famille, qui offre des bourses d'études universitaires pour des enfants de famille en bas revenus dans la province d'Och. En juin 2020, il est révélé que la majorité des fonds de la fondation caritative ont été obtenus de façon illicite. Ces donations seraient liées a un système de contrebande ouïghour qui faisait affaire avec Raïymbek Matraimov lors de son passage aux services frontaliers.

## Vie personnelle
Le 20 octobre 2020, il est annoncé que Raïymbek Matraimov a officiellement changé son nom pour Raïymbek Ysmaïylov.
Le 17 février 2021, le fils ainé de Raïymbek Matraimov, Bakai, se marie à Almaty avec la fille de Khabibulla Abdukadyr, un homme d'affaires accusé d'être, avec Matraimov, à la tête d'un réseau de contrebande aux frontières kirghizes.